# Fórmulas para la velocidad
En cinemática, las fórmulas para la velocidad son el conjunto de fórmulas y procedimientos usados para calcular la velocidad de una partícula o un cuerpo a partir de otras magnitudes conocidas.

## Mecánica clásica
- Si se conoce la posición {\displaystyle {\boldsymbol {r}}(t)} con respecto al tiempo, la velocidad se calcula como la derivada de dicha función:

{\displaystyle {\boldsymbol {v}}={\frac {{\text{d}}{\boldsymbol {r}}}{{\text{d}}t}}}

- Si se conoce la aceleración {\displaystyle {\boldsymbol {a}}(t)} con respecto al tiempo, la velocidad se calcula por integración:[1]

{\displaystyle {\boldsymbol {v}}={\boldsymbol {v}}_{0}+\int _{0}^{t}{\boldsymbol {a}}(T)\ {\text{d}}T}

- Si se conoce la fuerza {\displaystyle {\boldsymbol {F}}({\boldsymbol {r}})} con respecto a la posición y la fuerza es conservativa y llamando {\displaystyle V({\boldsymbol {r}})} a la energía potencial, entonces el módulo de la velocidad se calcula mediante conservación de la energía:[2]

{\displaystyle v=\left[(2/m)(E-V({\boldsymbol {r}}))\right]^{1/2}}

- Si se mide la velocidad de una fuente que emite algún tipo de ondas o refleja ondas entonces el efecto Doppler permite determinar la velocidad de aproximación de la fuente al observador como:[3]

{\displaystyle v=(V_{w}+v_{m}){\frac {f_{m}}{f_{0}}}-V_{w}}

donde {\displaystyle v} es la velocidad del objeto móvil que emite las ondas respecto al medio, {\displaystyle V_{w}} la velocidad de propagación de las ondas en el medio, {\displaystyle v_{m}} la velocidad del observador respecto al medio y {\displaystyle (f_{m}/f_{0})} la relación entre la frecuencia medida de la onda y la frecuencia de emisión. En el caso de un radar de control de velocidad dado que el observador siempre mide que la onda electromagnética tiene la velocidad de la luz, se obtiene una fórmula aproximada:

{\displaystyle v\approx c\left({\frac {f_{m}}{f_{0}}}-1\right)}